# Irena Stasiewicz-Jasiukowa

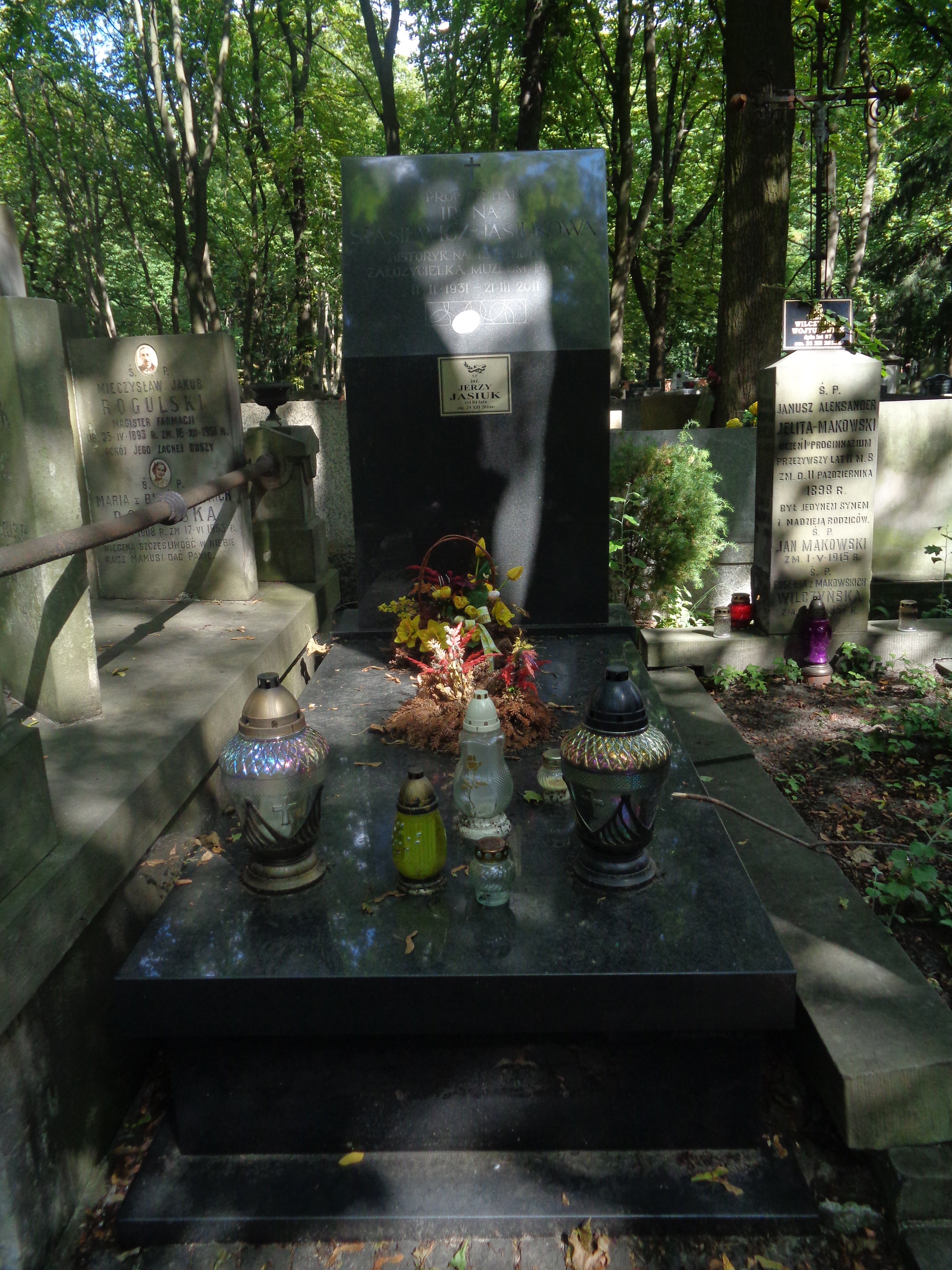
Grób Ireny Stasiewicz-Jasiukowej i Jerzego Jasiuka

Irena Stasiewicz-Jasiukowa (ur. 11 lutego 1931 w Lidzie (obecnie Białoruś), zm. 21 marca 2011 w Warszawie) – polska historyczka nauki i kultury, profesor w Instytucie Historii Nauki Polskiej Akademii Nauk, wykładowca na Uniwersytecie Warszawskim, w Instytucie Informacji Naukowej i Studiów Bibliologicznych, redaktor naczelna „Kwartalnika Historii Nauki i Techniki” (w l. 1975–1987), wieloletnia przewodnicząca Komitetu Historii Nauki i Techniki PAN, znawczyni i miłośniczka Kresów, kolekcjonerka pisanek, twórczyni Muzeum Pisanki w Ciechanowcu.

## Życiorys
Jej ojciec Witold był lekarzem powiatowym w Lidzie, a matka Maria (z domu również Stasiewicz) nauczycielką botaniki. Oboje rodzice ukończyli studia na Uniwersytecie Stefana Batorego w Wilnie. Rodzina Stasiewiczów w obawie przed aresztowaniem przez NKWD oraz wywiezieniem na Syberię opuściła Lidę w marcu 1945 pierwszym z możliwych transportów repatriantów na ziemie polskie i osiedliła się w Białymstoku. I. Stasiewicz-Jasiukowa studia ukończyła na Wydziale Polonistyki Uniwersytetu Warszawskiego w 1954 r. i od tej pory na stałe związała się z Warszawą. W Białymstoku pozostali jej rodzice oraz brat (gastroenterolog, prof. n. med. Jan Stasiewicz). Jeszcze przed ukończeniem studiów, w maju 1954, została zatrudniona przez profesora Bogdana Suchodolskiego w Zakładzie Historii Nauki i Techniki Polskiej Akademii Nauk. Po uzyskaniu magisterium, we wrześniu 1954 otrzymała stanowisko asystentki, a następnie starszej asystentki (1957–1959).
Tytuł doktora nauk humanistycznych uzyskała w 1959 na podstawie rozprawy pt. Problem nauki i jej funkcji w „Monitorze” i innych czasopismach polskich lat 1765–1797. Promotorem pracy, obronionej na Wydziale Filologicznym Uniwersytetu Warszawskiego, był Zdzisław Libera, a recenzentami – Aleksander Birkenmajer, Jan Nowak-Dłużewski oraz Kazimierz Opałek. Po doktoracie I. Stasiewicz-Jasiukowa nadal pracowała w Zakładzie Historii Nauki i Techniki PAN na stanowisku adiunkta (1959–1968). W 1967 uzyskała stopień doktora habilitowanego z zakresu nauk humanistycznych na podstawie pracy pt. Poglądy na naukę w Polsce okresu Oświecenia. W grudniu 1968 otrzymała stopień docenta, stając się samodzielną pracowniczką naukową.
Tytuł profesora przyznano jej w styczniu 1983, zaś we wrześniu 1992 została powołana na stanowisko profesor zwyczajnej w Instytucie Historii Nauki, Oświaty i Techniki PAN. W latach 1975–1987 była redaktorką naczelną „Kwartalnika Historii Nauki i Techniki”. Była też członkinią wielu stowarzyszeń (m.in. wieloletnią przewodniczącą Sekcji Historii Nauki Komitetu Narodowego ds. Współpracy z Międzynarodową Unią Historii i Filozofii Nauki (IUHPS), członkiem Komitetu Narodowego ds. Międzynarodowej Rady Unii Naukowych ICSU przy Prezydium PAN, członkinią honorową Societatis Historiae Scientiarum nec non Rerum Technicarum Indagandae apud Academiam Scientiarum Bohemoslovacam, członkinią honorową Towarzystwa Historii i Teorii Nauki Bułgarii, członkinią Polskiego Towarzystwa Badań nad Wiekiem Osiemnastym i innych), redakcji czasopism naukowych (np. „Wieku Oświecenia”), uczestniczyła w pracach Rady Naukowej Archiwum PAN. W latach 1970–2001 pełniła nieprzerwanie funkcję kierownika Zakładu Historii Nauk Społecznych w IHN PAN (do 1978 Pracownia Historii Nauk Społecznych). Od 1977 aż do 2007 prowadziła systematycznie wykłady w Instytucie Bibliotekoznawstwa i Informacji Naukowej na Uniwersytecie Warszawskim (obecnie Instytut Informacji Naukowej i Studiów Bibliologicznych) z historii nauk społecznych. Od 1975 była wiceprzewodniczącą, a od 1990 do 2007 przewodniczącą Komitetu Historii Nauki i Techniki PAN.
W 1975 odznaczona została Krzyżem Kawalerskim Orderu Odrodzenia Polski, w 1985 otrzymała Medal Komisji Edukacji Narodowej.
Jest pochowana na cmentarzu Powązkowskim w Warszawie (kwatera 261-7-7).

## Zainteresowania i dorobek naukowy
Zainteresowania naukowe Ireny Stasiewicz-Jasiukowej koncentrowały się wokół historii nauki i kultury czasów nowożytnych ze szczególnym uwzględnieniem wieku oświecenia. Jej dorobek obejmuje 8 indywidualnych książek, 16 pod redakcją naukową oraz sto kilkadziesiąt artykułów, recenzji i innych drobniejszych tekstów publikowanych przede wszystkim po polsku, ale także w językach obcych: po angielsku, niemiecku, francusku, czesku, hiszpańsku oraz rosyjsku.
Oprócz badań naukowych, organizacji życia naukowego, działalności popularyzującej dzieje nauki, dydaktyki uniwersyteckiej I. Stasiewicz-Jasiukowa zajmowała się historią Kresów, pisała o kresowych postaciach (np. Ksiądz Stanisław Rojek Sch.P. Biografia niezwyczajna niezłomnego kapłana kresowego w latach 1939–1996; Lidzianka. O Marii Stasiewiczowej – mojej Mamie – wspomnienia) i kresowych zwyczajach (np. Boże Narodzenie na Kresach w dwudziestoleciu międzywojennym), tamtejszej przyrodzie, krajobrazach, utrzymywała kontakty z Polonią na Białorusi, współpracowała z Towarzystwem Kultury Polskiej Ziemi Lidzkiej. Wraz z mężem, dyrektorem Muzeum Techniki w Warszawie, inż. Jerzym Jasiukiem kolekcjonowała pisanki – w efekcie powstała największa prywatna kolekcja pisanek w Polsce, przekazana następnie do Muzeum Rolnictwa im. Krzysztofa Kluka w Ciechanowcu, gdzie utworzono stałą ich ekspozycję w specjalnym, osobnym pawilonie (Muzeum Pisanki w Ciechanowcu). Opublikowała monografię na temat pisanek (Pisanki sercu miłe. O ich twórcach, tajemnicach barwienia i o technikach zdobnictwa, Warszawa 2003) oraz serię książeczek poświęconych swojej kolekcji (ostatnia ukazała się w Ciechanowcu w 2011 pt. Cymelia, czyli pisanki szczególnie cenne w zbiorach Muzeum Pisanki w Ciechanowcu).

## Ważniejsze publikacje naukowe
- Z problemów nauki okresu Oświecenia, Zakł. Nar. im. Ossolińskich, Wrocław- Warszawa ... 1960
- Z początków teorii nauki w Polsce. Ignacy Włodek i jego dzieło, Zakł. Nar. im. Ossolińskich, Wrocław- Warszawa... 1963
- Poglądy na naukę w Polsce okresu Oświecenia na tle ogólnoeuropejskim, Zakł. Nar. im. Ossolińskich, Wrocław- Warszawa... 1967
- Człowiek i obywatel w piśmiennictwie naukowym i podręcznikach polskiego Oświecenia, Zakł. Nar. im. Ossolińskich, Wrocław- Warszawa... 1979
- Onufry Kopczyński – współpracownik Komisji Edukacji Narodowej. Studium o społecznej roli uczonego w Polsce stanisławowskiej, Zakł. Nar. im. Ossolińskich, Wrocław- Warszawa... 1987
- Encyklopedia uniwersalna Księcia Biskupa Warmińskiego i jej rola w edukacji obywatelskiej czasów stanisławowskich. Retro-Art., Warszawa 1994
- Zawiesić w czasie. O polskich historykach nauki i kultury, Retro-Art. Warszawa 2002
- (Red., wstęp, współaut.) Wkład osiągnięć polskiej nauki i techniki do dziedzictwa światowego, Wyd. WAM. Kraków-Warszawa 2009
- (Red., wstęp, współaut.) The Contribution of Polish Science and Technology to World Heritage, Wyd. WAM. Kraków-Warszawa 2010
- (Red., wstęp, współaut.) Wkład Pijarów do nauki i kultury w Polsce XVII–XIX wieku, Zakład Historii Nauk Społecznych IHNOiT PAN, Polska Prowincja Pijarów, Warszawa-Kraków 1993
- (Red., wstęp, współaut.) La contribución de los Padres Escolapios a la ciencia y la cultura polacas en los siglos XVII–XIX, Numero extraordinario de la „Revista Analecta Calasanctiana”, Salamanca 1996
- (Red., wstęp, współaut.) Wkład jezuitów do nauki i kultury w Rzeczypospolitej Obojga Narodów i pod zaborami, Wyd. WAM, Kraków-Warszawa 2004
- (Red., współaut.) Rzecz o Jędrzeju Śniadeckim, OMEGA. Warszawa 1970
- (Red., wstęp, współaut.) Nowożytna myśl naukowa w szkołach Komisji Edukacji Narodowej, Zakł. Nar. im. Ossolińskich, Wrocław-Warszawa... 1973
- (Red., wstęp, współaut.) Nowożytna myśl naukowa w szkołach i księgozbiorach polskiego Oświecenia, Zakł. Nar. im. Ossolińskich, Wrocław-Warszawa... 1976
- (Red., wstęp, współaut.) Dzieje nauczania historii nauki i techniki w Polsce, Zakł. Nar. im. Ossolińskich, Wrocław-Warszawa... 1982
- (Red., wstęp) The Founders of Polish Schools and Scientific Models Write about their Works, Edited by I. Stasiewicz-Jasiukowa, Ossolineum. The Polish Academy of Sciences Press. Wrocław-Warszawa... 1989
- (Współred., wstęp) K dějinám československo-polských védeckych styku, editoři: I. Stasiewicz-Jasiukowa, J. Janko. Prace z dějin přirodnich věd. T. 25 (Ustav československých a světových dějin ČSAV), Praha 1989
- (Współred., wstęp) Z dziejów polsko-czeskich i polsko-słowackich kontaktów naukowych, pod red. naukową I. Stasiewicz-Jasiukowej i J. Janko, Warszawa 1990
- (Red., przedmowa) Lwowskie środowisko naukowe w latach 1939–1945, Polska Akademia Nauk, Komitet Historii Nauki i Techniki. Wyd. czwarte poprawione i poszerzone, Warszawa 1993
- (Współaut., oprac. źródeł) Wiktor Dega znany i nieznany. W setną rocznicę urodzin, oprac. I. Stasiewicz-Jasiukowa i R. Meissner, Akad. Medyczna w Poznaniu, Poznań 1997